# Список особо охраняемых природных территорий Псковской области

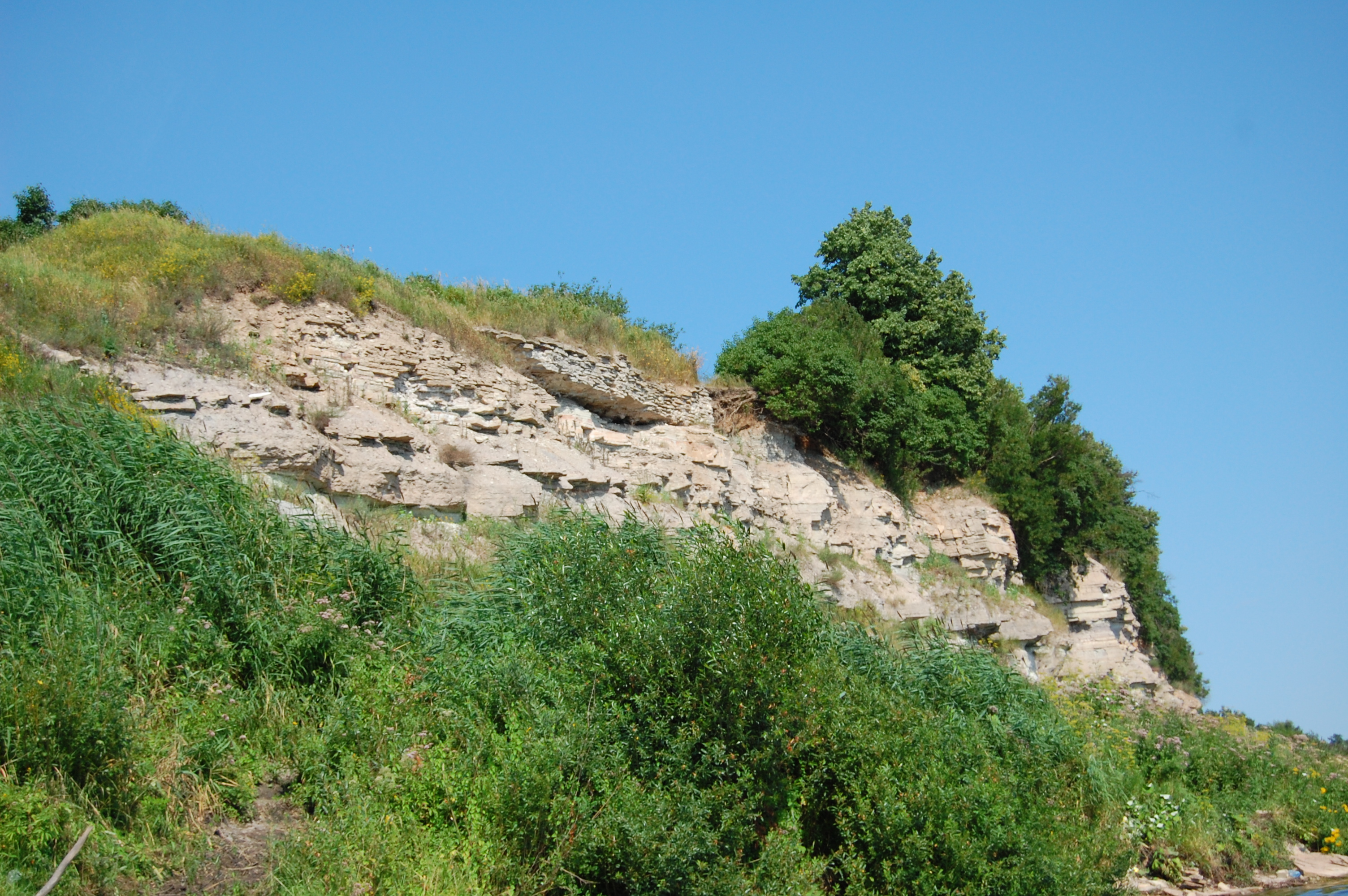
Известняковые обнажения на территории Снетогорско-Муровицкого памятника природы

Особо охраняемые природные территории Псковской области на октябрь 2016 года включали в себя 41 объект, не считая охраняемой Рамсарской конвенцией Псковско-Чудской приозёрной низменности. Себежский национальный парк, Полистовский заповедник и Ремдовский заказник являются объектами федерального значения. Кроме этого на территории области учреждено 28 объектов регионального значения, из которых 11 являются природными заказниками зоологического профиля (ещё 12 заказников были ликвидированы в 2006 году) и 17 — памятниками природы (последним в 2016 году статус памятника природы получило урочище Заозерье), а также 10 особо охраняемых природных территорий местного значения.

## Охраняемые природные территории федерального значения
Ремдовский заказник расположен на восточном берегу Псковско-Чудского озера в Гдовском и Псковском районах и занимает площадь 747,12 км². Он был учреждён 12 июля 1985 года и является резерватом охотничьей фауны, а также местом восстановления редких и исчезающих видов.
На востоке области в Бежаницком районе находится Полистовский заповедник, образованный 25 мая 1994 года одновременно с соседним Рдейским заповедником в Новгородской области в целях сохранения и изучения сфагновых болот. Площадь Полистовского заповедника составляет 379,83 км².
511,83 км² на юго-западе Себежского района занимает территория Себежского национального парка, который был образован 8 января 1996 года и имеет своей целью сохранение природного комплекса южной части Псковской области.

## Охраняемые природные территории регионального значения
| Природный заказник | Памятник природы |

| Наименование                                | Площадь, га | Расположение             | Правовой акт |
| ------------------------------------------- | ----------- | ------------------------ | ------------ |
| Великолукский заказник                      | 13 500      | Великолукский район      | [ 8 ]        |
| Дедовичский заказник                        | 18 100      | Дедовичский район        | [ 8 ]        |
| Дновский заказник                           | 10 000      | Дновский район           | [ 8 ]        |
| Локнянский заказник                         | 11 600      | Локнянский район         | [ 8 ]        |
| Невельский заказник                         | 20 100      | Невельский район         | [ 8 ]        |
| Никандрова дача                             | 27 000      | Порховский район         | [ 8 ]        |
| Николаевский заказник                       | 19 000      | Струго-Красненский район | [ 8 ]        |
| Новоржевский заказник                       | 12 500      | Новоржевский район       | [ 8 ]        |
| Опочецкий заказник                          | 22 000      | Опочецкий район          | [ 8 ]        |
| Островский заказник                         | 23 700      | Островский район         | [ 8 ]        |
| Пустошкинский заказник                      | 23 600      | Пустошкинский район      | [ 8 ]        |
| Озёра Велино и Долгое                       | 331,82      | Гдовский район           | [ 9 ] [ 10 ] |
| Валун «Камешек»                             | 0,2         | Бежаницкий район         | [ 9 ] [ 11 ] |
| Гора Судома                                 | 615         | Дедовичский район        | [ 9 ] [ 12 ] |
| Западный берег Псковского озера             | 16 600,95   | Печорский район          | [ 13 ]       |
| Каньонообразный участок долины реки Великой | 210,5       | Палкинский район         | [ 9 ] [ 14 ] |
| Озеро Городновское                          | 311,3       | Дедовичский район        | [ 15 ]       |
| Озеро Локно                                 | 257,5       | Дедовичский район        | [ 16 ]       |
| Озеро Навережское                           | 213         | Дедовичский район        | [ 17 ]       |
| Озеро Сево                                  | 245,8       | Дедовичский район        | [ 18 ]       |
| Озеро Узское (Петровское)                   | 247,4       | Дедовичский район        | [ 19 ]       |
| Остров имени Белова                         | 78,26       | Псковский район          | [ 20 ]       |
| Остров Семск                                | 9,1         | Печорский район          | [ 21 ]       |
| Снетогорско-Муровицкий памятник природы     | 46,8        | Псков, Псковский район   | [ 22 ]       |
| Изборско-Мальская долина                    | 1792        | Печорский район          | [ 23 ]       |
| Сороковой бор                               | 97          | Гдовский район           | [ 24 ]       |
| Озеро Полисто                               | 8241,8      | Бежаницкий район         | [ 25 ]       |
| Урочище Заозерье                            | 799,6       | Пушкиногорский район     | [ 2 ]        |

## Охраняемые природные территории местного значения
| Наименование                                    | Тип                                    | Площадь, га | Местоположение     | Правовой акт |
| ----------------------------------------------- | -------------------------------------- | ----------- | ------------------ | ------------ |
| Озеро Алё                                       | Природный комплекс                     | 1390        | Бежаницкий район   | [ 26 ]       |
| Озеро Жижицкое                                  | Природный комплекс                     | 5950        | Куньинский район   | [ 27 ]       |
| Клюквенное болото «Осока»                       | Водно-болотный комплекс                | 719         | Куньинский район   | [ 28 ]       |
| Клюквенное болото «Киселевский мох»             | Водно-болотный комплекс                | 622         | Куньинский район   | [ 29 ]       |
| Клюквенное болото «Краснососенское»             | Водно-болотный комплекс                | 3262        | Куньинский район   | [ 30 ]       |
| Озеро Усмынское                                 | Природный комплекс                     | 941         | Куньинский район   | [ 31 ]       |
| Клюквенное болото «Ситенское»                   | Водно-болотный комплекс                | 882         | Порховский район   | [ 32 ]       |
| Клюквенное болото «Гладкий мох»                 | Водно-болотный комплекс                | 170         | Порховский район   | [ 32 ]       |
| Озеро Рахново                                   | Природный комплекс                     | 58,8        | Новоржевский район | [ 33 ]       |
| Холм Отторженец с церковью у деревни Вышгородок | Историко-культурный и природный объект | 18,4        | Пыталовский район  | [ 34 ]       |